# Palazzo Papadopoli
Palazzo Papadopoli (o Palazzo Coccina Tiepolo Papadopoli) è un palazzo di Venezia, situato nel sestiere di San Polo e affacciato sul Canal Grande tra Palazzo Giustinian Businello e Palazzo Donà a Sant'Aponal, di fronte a Palazzo Grimani di San Luca.

## Attribuzione
L'attribuzione dell'opera suscitò varie perplessità tra gli studiosi in quanto il palazzo presenta richiami a differenti correnti del XVI secolo. La facciata in pietra d'Istria recante serliane centrali ricorda l'opera del Sanmicheli, i timpani laterali l'opera del Palladio e i cartigli presenti nel sottotetto quella del Jacopo Sansovino o di Alessandro Vittoria.

## Storia
Palazzo Papadopoli fu edificato nella seconda metà del XVI secolo su progetto del bergamasco Giangiacomo dei Grigi (figlio del più noto architetto Guglielmo dei Grigi) per commissione della famiglia Coccina, anch'essa di provenienza bergamasca e trasferitasi a Venezia, dove entrò a far parte del patriziato veneziano. Probabilmente la data di apertura del cantiere fu l'anno 1560. Il terreno sul quale sorse il palazzo ospitava precedentemente alcune casette risalenti al XIV secolo. Probabilmente nella scelta dell'architetto giocò a favore di Giangiacomo dei Grigi il fatto che avesse portato a termine dopo la morte di Michele Sanmicheli il dirimpettaio Palazzo Grimani. Il cantiere si concluse attorno al 1570.
Il palazzo, dopo essere stato la dimora dei Coccina, che l'avevano dotato di una ricca raccolta di tele tra le quali se ne segnalano quattro realizzate da Paolo Veronese, tra le quali la più celebre è La presentazione della famiglia Coccina alla Vergine, nota anche come La famiglia Coccina davanti alla Vergine, poi venduta al duca di Modena Francesco d'Este, passa causa estinzione della famiglia proprietaria nel 1748 ai Tiepolo (secondo alcune fonti del ramo di San Beneto, secondo altre al ramo di Sant'Aponal). Nel 1745 era stata venduta anche la restante parte della pinacoteca al principe elettore di Sassonia per la cifra di 100 000 zecchini: essa divenne parte della Gemäldegalerie Alte Meister di Dresda. Nel Settecento viene decorato al secondo piano nobile da Giandomenico Tiepolo. Egli realizzò Il ciarlatano e Il minuetto. Il più celebre Giambattista Tiepolo dipinge attorno al 1750 il soffitto di un'alcova. Tale opera non è però presente nel catalogo di Gemin-Pedrocco.
Diversi altri proprietari si avvicendano lungo il XIX secolo, tra i quali si ricordano Valentino Comello che lo acquistò nel 1837, la cui moglie Maddalena Montalban divenne celebre per il suo impegno politico anti-austriaco che la portò a scontare un anno di carcere, e Bartolomeo Stürmer, maresciallo austriaco. L'edificio divenne sede della famiglia dei conti Niccolò ed Angelo Papadopoli nel 1864, la cui famiglia, originaria di Corfù, era stata aggregata al patriziato nel 1791. Tra il 1874 e il 1875 agì nel palazzo l'architetto Girolamo Levi, autore di un rammodernamento in stile neoclassico della struttura cinquecentesca, di elaborazioni in gusto rococò di alcuni ambienti interni, della costruzione di un'intera ala e dell'aggiunta di un ampio giardino sul Canal Grande, realizzato sul luogo dove sorgevano alcune casette attigue. La direzione del decoro fu affidata dal progettista all'antiquario Michelangelo Guggenheim. Alla realizzazione collaborò pure Cesare Rotta, che realizzò affreschi nella sala da ballo, ricavata dall'antico portego, e lungo lo scalone monumentale.
Nel 1921 fu provvisoriamente abitato da Gerald e Sara Murphy, mecenati americani che lo resero uno dei poli della comunità di artisti che allora a Venezia comprendeva personaggi come Cole Porter, Igor Stravinskij o Sergej Djagilev. Palazzo Papadopoli passò nel 1922 agli eredi dei Papadopoli, la nobile famiglia Arrivabene-Valenti Gonzaga. L'ultimo piano fu sede dagli anni settanta al 2005 dell'Istituto di Scienze Marine, parte del Consiglio Nazionale delle Ricerche.

### Famiglie proprietarie
- seconda metà del XVI secolo-1748 famiglia Coccina
- 1748-1837 famiglia Tiepolo
- 1837- Valentino Comello
- - Bartolomeo Stürmer
- 1864-1922 famiglia dei conti Niccolò ed Angelo Papadopoli
- 1922- ad oggi,  famiglia Arrivabene Valenti Gonzaga

### Trasformazione in albergo
Dal 2011 è affittato ad una società greca che ne ha curato la conversione in albergo; dal 2013 è sede dell'unico resort AMAN in Italia. Un albergo a 5 stelle lusso con 24 camere distribuite nello storico palazzo.

## Descrizione
Il palazzo è disposto a L e consta di tre piani (con mezzanino e ammezzato nel sottotetto).
La facciata simmetrica presenta i tre livelli ben evidenziati da due cornici marcapiano: quella più imponente divide i due piani nobili, mentre una di minor importanza divide il secondo piano nobile dal sottotetto. Si tratta di una delle facciate più maestose ed equilibrate tra quelle affacciate sul Canal Grande. Essa è caratterizzata da una decorazione in pietra d'Istria, visibilmente ispirata all'opera di Sebastiano Serlio, e dalla sovrapposizione di più serliane. Al piano terra è presente un grande portale a tutto sesto, nella cui cornice sono contenente due coppie di monofore quadrate sovrapposte.
I due piani nobili, in corrispondenza del portale, sono abbelliti da serliana con balaustra: quella del primo piano è scandita da quattro semicolonne, quella del secondo piano da lesene. Le balaustre non sono uguali in quanto quella inferiore, a differenza di quella del secondo piano nobile, presenta un aggetto. Inoltre, il portale del piano terra, la serliana del primo piano nobile e quella del secondo sono decorate rispettivamente con decorazioni in ordine dorico, ordine ionico e ordine corinzio. Oltre alla serliana, ciascun piano nobile presenta quattro monofore sovrastate da timpano rilevato. Sono triangolari al primo piano e curvilinei al secondo.
L'apparato che arricchisce questa monumentale facciata è veramente ricco. Si segnalano al primo piano nobile due stemmi a rilievo. Vanno infine ricordate sette aperture ovali di piccole dimensioni nel sottotetto (dotate di decorazioni a cartiglio) e, sul tetto, due pinnacoli a forma di obelisco, peculiarità di poche altre facciate veneziane, come Palazzo Belloni Battagia e Palazzo Giustinian Lolin. Il giardino ospita una vera da pozzo tardogotica. Per quanto riguarda gli interni, pregevolissimo è l'atrio degli specchi.